# Мостовинка
Мостовинка — река в России, протекает в Сарапульском районе Удмуртии. Правый приток реки Кырыкмас.

## География
Длина реки составляет 18 км. Берёт начало на Сарапульской возвышенности в 2,2 км к северо-западу от деревни Лысово, в 5 км от Камы. Протекает в границах сельского поселения Мостовинское. Общее направление течения — юго-западное. На реке в верховьях расположена деревня Оленье Болото, в средней части — село Мостовое. Впадает в Кырыкмас в 74 км от его устья.
Русло в низовьях извилистое, заболоченное, образует старицы. Основные притоки (правые) — Камешник и Первая Елдашиха.
В бассейне реки также расположена деревня Степной.

## Данные водного реестра
По данным государственного водного реестра России относится к Камскому бассейновому округу, водохозяйственный участок реки — Иж от истока и до устья, речной подбассейн реки — бассейны притоков Камы до впадения Белой. Речной бассейн реки — Кама.
Код водного объекта в государственном водном реестре — 10010101212111100027392.